# Nissan Crew
Der Nissan Crew ist eine von 1994 bis 2009 gebaute Limousine des japanischen Automobilherstellers Nissan mit Hinterradantrieb.
Im Januar 1994 lancierte Nissan den mit dem etwas größeren Nissan Cedric Y31 verwandten Crew, der mit seiner betont nüchtern gestalteten Karosserie und relativ simpler Technik (hintere Starrachse) in erster Linie den Taxi- und Großkundenmarkt ansprechen sollte.
Hauptkonkurrent des Crew war der ähnlich konzipierte Toyota Comfort. In den Jahren 1998, 2001 und 2005 erfuhr der Crew leichte Auffrischungen.
Angetrieben wurde der Crew anfangs von einem Zweiliter-Reihensechszylinder vom Typ RB20E, später diente der Vierzylinder Typ NA20P als Antrieb, der mit Flüssiggas betrieben wurde und in dieser Form 62,5 kW (85 PS) leistet (RB20E: 96 kW/130 PS).
Vorübergehend gab es neben dem Benziner auch einen 2,8 Liter großen Diesel-Reihensechszylinder (Typ RD28E) mit 69 kW (94 PS).
Das Modellprogramm umfasste die Ausstattungsvarianten LS-F (Grundmodell) und die besser ausgestatteten Versionen LS und LX; 2007 trugen die Versionen die Bezeichnungen E-L, GL und GLX.
| Motor:                                            | 6-Zylinder-Reihenmotor (Viertakt)                                  | 6-Zylinder-Reihenmotor (Viertakt)                                  | 4-Zylinder-Reihenmotor (Viertakt)                                  |
| Motortyp:                                         | RB20DE                                                             | RD28E                                                              | NA20P                                                              |
| Hubraum:                                          | 1998 cm³                                                           | 2825 cm³                                                           | 1998 cm³                                                           |
| Bohrung × Hub:                                    | 78 × 69,7 mm                                                       | 85 × 83 mm                                                         | 86 × 86 mm                                                         |
| Leistung bei 1/min:                               | 96 kW (130 PS) bei 5600                                            | 74 kW (100 PS) bei 4800                                            | 63 kW (85 PS) bei 4600                                             |
| Max. Drehmoment bei 1/min:                        | 172 Nm bei 4400                                                    | 178 Nm bei 2400                                                    | 167 Nm bei 2400                                                    |
| Verdichtung:                                      | 9,5:1                                                              | 21,8:1                                                             | 10,4:1                                                             |
| Gemischaufbereitung:                              | Elektronische Einspritzung                                         | Diesel-Einspritzpumpe                                              | Elektronische Einspritzung                                         |
| Ventilsteuerung:                                  | OHC, Antrieb über Zahnriemen                                       | OHC, Antrieb über Zahnriemen                                       | OHC, Antrieb über Zahnriemen                                       |
| Kühlung:                                          | Wasserkühlung                                                      | Wasserkühlung                                                      | Wasserkühlung                                                      |
| Getriebe:                                         | 5-Gang-Getriebe a.W. Viergang-Automatik Hinterradantrieb           | 5-Gang-Getriebe a.W. Viergang-Automatik Hinterradantrieb           | 5-Gang-Getriebe a.W. Viergang-Automatik Hinterradantrieb           |
| Radaufhängung vorn:                               | Dreiecklenker, Schraubenfedern                                     | Dreiecklenker, Schraubenfedern                                     | Dreiecklenker, Schraubenfedern                                     |
| Radaufhängung hinten:                             | Starrachse, Längs- und Schrägstreben, Panhardstab, Schraubenfedern | Starrachse, Längs- und Schrägstreben, Panhardstab, Schraubenfedern | Starrachse, Längs- und Schrägstreben, Panhardstab, Schraubenfedern |
| Lenkung:                                          | Zahnstangenlenkung, servounterstützt                               | Zahnstangenlenkung, servounterstützt                               | Zahnstangenlenkung, servounterstützt                               |
| Karosserie:                                       | Stahlblech, selbsttragend                                          | Stahlblech, selbsttragend                                          | Stahlblech, selbsttragend                                          |
| Spurweite vorn/hinten:                            | 1460/1400 mm                                                       | 1460/1400 mm                                                       | 1460/1400 mm                                                       |
| Radstand:                                         | 2665 mm                                                            | 2665 mm                                                            | 2665 mm                                                            |
| Abmessungen:                                      | 4595 × 1695–1720 × 1460 mm                                         | 4595 × 1695–1720 × 1460 mm                                         | 4595 × 1695–1720 × 1460 mm                                         |
| Leergewicht:                                      | 1240–1320 kg                                                       | 1370–1390 kg                                                       | 1260–1300 kg                                                       |
| Höchstgeschwindigkeit:                            | ca. 160–170 km/h                                                   | ca. 155 km/h                                                       | nicht angegeben                                                    |
| 0–100 km/h:                                       | nicht angegeben                                                    | nicht angegeben                                                    | nicht angegeben                                                    |
| Verbrauch (Liter/100 Kilometer, japanische Norm): | ca. 8,8–9,8 S                                                      | ca. 7,3–8,8 D                                                      | 9,4–10,7 LPG                                                       |
| Preis:                                            | --                                                                 | --                                                                 | ¥ 1,72–2,13 Mio. (2007) entspricht ca. € 10.800–13.400             |